# 北朝鮮サイバー軍
北朝鮮サイバー軍（きたちょうせんサイバーぐん）は、北朝鮮の電子戦部隊。実行部隊は朝鮮人民軍偵察総局所属だが、統括センターは参謀部所属とされ、軍事大学機関も関係しており全容が分かっていない。複数の呼び名で報道されており統一した名称が確定していない。

## 概要
暗号解読、機密の入手、産業技術入手、世論操作、資金獲得、Webサイトの書き換え、通信破壊、ウイルスの制作と拡散、他国の会社員を買収してのユーザーIDパスワードの大量入手、サイバー攻撃による企業活動の妨害などの行動が確認されている。当組織に関係していた脱北者が複数存在しており、彼らの証言から一部明らかになっているものの、組織改編や名称変更を繰り返しており、実態把握を困難にしている。
規模人員についても諸説あり2014年現時点で5,900人で近年3,000人態勢から増員されたとの報道があるその一方で中国系メディアでは3万人規模にて美林大学・牡丹峰大学・金日成軍事総合大学などで毎年1,000人ほどハッカー育成して増員しているともあり、報道で数字にばらつきがある。
2011年時点では、朝鮮人民軍総参謀部の「情報統制センター」が統括しており、実行部隊として偵察総局の「121局」、心理戦部隊として情報・心理戦を担当する同総局の「204局」、「情報偵察部隊」などがある。
金正日総書記体制から設立されており、これまでも、北朝鮮の国家規模からは考えられない程の巨額資金と人員を投入しているとされ、小学生から才能ある人材を探してはスカウトし英才教育を施しているとされる。金正恩は特にサイバー戦を重視しており現体制に移って規模が倍増した。韓国に対して2009年7月、2011年3月、2013年3月20日、2013年6月に大規模なサイバー攻撃が行われている。2009年の際にはおよそ11万台のパソコンに不正侵入したとされ、韓国内の協力者が逮捕されている。また、2013年3月の韓国大規模攻撃にはおよそ5万台のコンピュータが使用不能にされATMも停止した。また、2014年5月から4か月間に2万台以上のスマホをハッキングしたと韓国政府は発表している。なお、北朝鮮はこれら一連のサイバー攻撃について否定している。
中華人民共和国の武漢市などの学校で訓練や教育を受けているとする資料もあり、中国サイバー軍との連携の報道が存在する。サイバー攻撃に重要な北朝鮮のネット回線は中国の国営企業である中国聯合通信が全て独占してきたが、2014年に北朝鮮でネット障害が起きた際は米国の要請を受けた中国によるものとも報道され、国連の制裁に同調する中国によるネット遮断を恐れた北朝鮮は2017年からロシア企業にもネット回線を開設させた。また、2018年の米朝首脳会談の前には中国サイバー軍と技術や外交情報の交換を積極的に行ってると報じられた。

## 沿革
1986年に軍指揮自動化大学（現・金一軍事大学）にて米国暗号解読に100人規模の組織が立ち上げられたのが最初とされる。
1991年には暗号解読と情報分析から湾岸戦争の正確な開始時刻を的中させ、それにより金正日が重要視するようになり、北朝鮮の大使館など出先機関に出向いてハッキング行為を開始した。
1996年に専門の部隊として北朝鮮労働党作戦部所属として本格的に設立された。当時コンピュータ委員会委員長だった金正男の後押しもあったとされている。2009年に組織改編され人民武力部（国防省に相当）偵察総局傘下に統合された。
2014年12月23日には、金正恩が視察激励に訪れている事が朝鮮中央テレビにて報道されている。

### 名称
「北朝鮮サイバー部隊」「北朝鮮ハッカー部隊」「北朝鮮サイバーテロ部隊」あるいは「北朝鮮サイバー攻撃」など複数の呼び名で報道されており2014年時点では名称統一されていない。脱北者のチャン・セユルは取材にて、「サイバー攻撃は秘密戦争」と北朝鮮国内で語り合っていた事を証言しており、秘匿性を重視している事が窺い知れる。そのため正式名称も不明な点が多く、また正式名称が判明しても組織改編や名称変更も多く各国報道機関などでの名称も統一を見ない。

## 部隊

### 121局
偵察総局に121局 (Bureau_121) と呼ばれる部隊が存在しており最精鋭とされる。2010年に所から局に昇格した。この121局がソニーを攻撃したと報じられている。この部隊に所属したものは、高級マンションを与えられるなど極めて優遇されるため多くの子供たちが競って技術を磨いているとの報道が存在する。なお、すでに増員により2師団に分割されているとの報道も存在するが、詳細は不明である。
本拠地は平壌だが、中国国内にも複数の活動拠点を複数置いており、司令所は北朝鮮との国境近くで領事館もある中国遼寧省瀋陽市との報告があり、瀋陽七宝山飯店が本拠地ともされる。このホテルは「勝利貿易会社」を経営する張成沢のビジネスパートナーだった中国共産党党員の実業家馬暁紅と北朝鮮の合弁会社が共同経営を行っていた。しかし、2016年9月に国連安保理の経済制裁に同調する中国当局によって馬暁紅は逮捕され、2017年11月に北朝鮮のサイバー部隊は七宝山ホテルから撤収した。

### 204局
偵察総局に属する心理戦部隊。他国の世論操作などを担当する。後述する世論操作の項目参照。

### 情報偵察部隊
偵察総局に属するが詳細不明。名称から情報収集部隊と推測される。

### 情報統制センター
各部局と統括する部署とされる。朝鮮人民軍総参謀部所属。ただし、サイバー部隊は金正恩が直接指示しているとの報道もあり実態は不明な点が多い。

### その他の部隊
また、lab110と呼ばれる軍事大学内に設置されたマルウェアやウイルスの作成と拡散に特化した部隊がある。2009年にはマルウェアDarkSeoulを開発し、通信ネットワーク破壊を試みたとされる。このマルウェアDarkSeoulは、信頼されている企業のソフトの自動更新サーバーに侵入し、ソフトウェアアップデートの際にウイルスやマルウェアを配布拡散させ、感染した一般のパソコンを使用して銀行・行政機関・報道機関・大統領府などに攻撃を仕掛け、通信を麻痺させるもので、ヒューレットパッカードはこのマルウェアに対して「洗練されている」と評した。
日本でも類似した手法が発生しており、2013年12月～2014年1月にかけて発生したGOMプレーヤー自動アップデートにより感染したパソコンによる高速増殖炉もんじゅのデータが盗まれた事件が起きている。これは、特定パソコンのみ対象とするウイルスであり、手口がマルウェアDarkSeoulを使用した韓国の大規模攻撃と類似していたため、韓国などから一部北朝鮮や中国などのサイバーテロを疑う声が上がっているが、詳細は不明。他にもユニット91と米国側が呼ぶ部隊が指摘されているが、こちらも詳細不明である。

### サイバー部隊以外との連携
米軍のジェームズ・サーマン大将は、「特殊作戦」と呼ばれる6万人規模の集団の一部としてサイバー部隊が存在しており、EMPとよばれる電磁パルス攻撃による通信機器の破壊や送電網の破壊準備を進めていると警告している。
また、朝鮮総連系の学校が持つネットワークを使用して「武器の不正取引、薬物の不正取引、その他の闇市場の活動」を通じて北朝鮮本国を支援しているとのヒューレットパッカード社のレポートおよび日経BP記事が確認できる。朝鮮総連がどのサイバー部隊のどの部局指揮下なのか、あるいは独立して動いているのかなど詳細は不明。なお、日本国内の北朝鮮系施設からのサイバー攻撃があったとの報道も出ている。

## 資金獲得
北朝鮮はサイバー部隊を使用して資金調達している事が明らかになっている。韓国検察が2013年10月22日に訴追した罪状によれば、北朝鮮によって制作されたゲームソフトを、買収した韓国人によって販売しており北朝鮮の資金源となっていた。またこの際にはウイルスも混入させており、これによって感染したパソコンを使用して遠隔操作させ政府などの攻撃の際に利用されていたとしている。北朝鮮は多くのゲームソフトを流通させているとして韓国検察は警告を発している。サイバー部隊による資金調達は全容不明だが、欧米から盗んだ金額だけでも年間10億ドル（2015年初頭レートでおよそ1180億円）に上ると台湾メディアは報じている。これら、資金獲得を絶たれている北朝鮮の新たな資金獲得手段として活用されている事が窺い知れる。なお、日本に対するサイバー攻撃を利用した資金搾取については、調査が無いため不明である。

## 世論操作
サイバー部隊脱北者の金興光などの証言で敵国（つまり日本や韓国）の世論操作部隊が存在する事を証言している。拓殖大学研究員の高永喆は02年12月韓国大統領選にて
『情報・心理作戦を担当する前述の「204局」などによる巧みな情報操作があった。当時、米軍戦車による女子高生死亡事件が起こるや反米デモを煽って与党候補を落選させた。同時に親北左派の「盧武鉉が当選しなければ、北との戦争になる」との情報をネットに大量に書き込み、形勢不利だった盧武鉉を支持するように、若者たちの心に働きかけていた』

と記述しており、大統領選挙に影響を与える程の世論操作戦術を行っている事を指摘している。
2013年には日本の公安調査庁がホームページで「サイバー戦争を日本列島まで広げろ」との北朝鮮指示が出ていた脱北者証言を掲載している。この様にインターネットの書き込みを利用して北朝鮮に不利となる政治家の落選運動などに取り組んでおり、現実的な影響を受けた選挙が存在しているとの指摘がなされている。

## バックドアの取り付け
政府攻撃用などの目的にバックドアと呼ばれるパソコン不正操作ソフトを官民問わず多数感染させており、2009年に11万台、2014年にはおよそ2万台以上のスマホにマルウェアを感染させている。これらから自由に遠隔操作できるパソコンや情報端末を日常的に増やそうとしているのが窺い知れる。NBCニュースは、世界中にウイルスを溢れさせようとしていたと報じている。

## ソニーへの攻撃
2014年12月19日、アメリカ連邦捜査局（FBI）は、ソニー・ピクチャーズエンタテインメント（SPE）に対するサイバー攻撃に北朝鮮が関与したと断定した。これらは、同社制作の映画『ザ・インタビュー』に対する報復措置と推測され、アメリカのバラク・オバマ大統領は「断固とした措置を取る」と同日声明を発表した。